# ХАЛ 9000
ХАЛ 9000 (на английски: HAL 9000) е името на компютъра, управляващ космическия кораб Дискавъри Едно от филма на Стенли Кубрик от 1968 година „2001: Космическа одисея“. Името е съкращение от Heuristic ALgorithmic.
Компютърът е на 13 място в класация на 50-те най-големи злодеи в киното и е на място 66 в книгата 101 Най-влиятелни личности, които никога не са живели (101 Most influential people who never lived).
Най-често компютърът е изобразяван само със своите камери, които са разпръснати по целия космически кораб Дискавъри 1. ХАЛ 9000 се озвучава от актьора Дъглас Рейн.